# Чн (1893)
Чн — российский компаунд-паровоз типа 0-4-0, разработанный при участии Нольтейна и выпускавшийся с 1893 по 1902 год. Из-за неудачной конструкции парораспределительного механизма, на казённые дороги не поступал.

## История
Частная Московско-Казанская железная дорога в отличие от казённых в развитии конструкции паровозов шла своим собственным путём, при этом ключевую роль играл опытный инженер Е. Е. Нольтейн — начальник службы тяги дороги. При его непосредственном участии был создан проект грузового паровоза типа 0-4-0; за основу конструкции был взят паровоз «правительственного запаса» (с 1912 — Чк), у которого простую паровую машину заменили на более экономичную компаунд, но оставили радиальную топку, инжекторы Фридмана и аппараты отправления Борриса. Однако парораспределительный механизм был размещён внутри рамы, из-за чего Министерство путей сообщения не стало заказывать данный паровоз для казённых железных дорог.
В 1893 году по указанному проекту Коломенский завод выпустил первые десять локомотивов, получивших заводской тип 54, а дорога присвоила им обозначение Ан237—Ан246. В 1896 году Брянский завод несколько перепроектировал компаунд-паровозы типа 54, присвоив им собственный заводской тип 7, после чего начал их строить для Киево-Воронежской железной дороги — это были первые паровозы типа 0-4-0 на данной дороге. В том же году для этой же дороги аналогичные паровозы начал строить и Путиловский завод.
Всего по проекту инженера Нольтейна было построено 363 паровоза.
| Год выпуска | Завод-изготовитель      | Количество | Первоначальное обозначение | Дорога первоначальной приписки |
| ----------- | ----------------------- | ---------- | -------------------------- | ------------------------------ |
| 1893        | Коломенский             | 10         | Ан237—Ан246                | Московско-Казанская            |
| 1894        | Коломенский             | 39         | Ан247—Ан285                | Московско-Казанская            |
| 1895        | Коломенский             | 26         | Ан286—Ан311                | Московско-Казанская            |
| 1896        | Henschel                | 12         | Ан332—Ан343                | Московско-Казанская            |
| 1896        | Брянский (тип 7)        | 4          | ВБ2001—ВБ2004              | Киево-Воронежская              |
| 1897        | Брянский (тип 4)        | 20         | Ан344—Ан363                | Московско-Казанская            |
| 1897        | Брянский (тип 4)        | 26         | ВБ2005—ВБ2030              | Киево-Воронежская              |
| 1897        | Коломенский             | 10         | Ан364—Ан373                | Московско-Казанская            |
| 1897        | Путиловский             | 19         | Ан374—Ан392                | Московско-Казанская            |
| 1898        | Брянский (тип 7)        | 10         | ВБ2031—ВБ2040              | Киево-Воронежская              |
| 1898        | Путиловский             | 7          | ВП2041—ВП2047              | Киево-Воронежская              |
| 1899        | Путиловский             | 4          | Ан393—Ан396                | Московско-Казанская            |
| 1899        | Путиловский             | 10         | ВП2048—ВП2057              | Киево-Воронежская              |
| 1899        | Коломенский             | 6          | Ан402—Ан407                | Московско-Казанская            |
| 1900        | Путиловский             | 5          | Ан397—Ан401                | Московско-Казанская            |
| 1900        | Коломенский             | 19         | Ан408—Ан426                | Московско-Казанская            |
| 1900        | Брянский (тип 14)       | 30         | ВБ2058—ВБ2087              | Киево-Воронежская              |
| 1901        | Путиловский             | 19         | Ан427—Ан445                | Московско-Казанская            |
| 1901        | Харьковский             | 24         | Ан446—Ан469                | Московско-Казанская            |
| 1901        | Брянский (типы 14 и 16) | 31         | ВБ490—ВБ520                | Московско-Киево-Воронежская    |
| 1902        | Путиловский             | 32         | ВП530—ВП561                | Московско-Киево-Воронежская    |

В процессе выпуска конструкция локомотивов иногда менялась. Так начиная с № 358 паровозы стали сцепляться с трёхосными тендерами усиленной конструкции, которые вмещали 14 м³ воды и получили на железных дорогах Российской империи широкое распространение. № 400 и 401 имели четырёхцилиндровую машину-компаунд системы Воклена, а диаметр цилиндров был 343 и 584 мм при ходе поршня 650 мм. На № 447 ради опыта был применён водотрубный котёл системы Бротана, который имел испаряющую поверхность нагрева 181,7 м² и давление пара 12 кгс/см². Данный паровоз, по сравнению с паровозами типа 54 Коломенского завода, оказался экономичнее по топливу, но в те годы трубы к трубчатой решётке крепились не сваркой, а развальцовкой, что привело к течи труб; из-за этого данный котёл широкого распространения не получил. Паровозы типа 16 Брянского завода (ВБ504—ВБ520) имели тормоза системы «Нью-Йорк», тогда как паровозы типа 14 имели тормоза Вестингауза.
Когда Киево-Воронежская железная дорога была преобразована в Московско-Киево-Воронежскую, паровозы серий ВБ и ВП выпуска 1896—1900 годов получили новые обозначения: ВБ400—ВБ439, ВБ460—ВБ489 и ВП440—ВП456. Согласно введённой в 1912 году «Номенклатуре серий паровозов», компаунд-паровозы типа 0-4-0 получили литеру Ч (с четырьмя движущими колёсными парами (тип 0-4-0)) и полное обозначение серии Чн — в честь Нольтейна (автор проекта). Однако так как паровозы Брянского и Путиловского заводов имели отдельные конструктивные отличия, эксплуатирующая их Московско-Киево-Воронежская железная дорога некоторое время обозначала их сериями ЧБ и ЧП соответственно.
После Октябрьской революции паровозы Чн, как и остальные типа 0-4-0, были заменены более мощными локомотивами и переведены на маневровую, либо вспомогательную работу. Дольше всего серия Чн эксплуатировалась на участках Голутвин—Озёры и Голутвин—Луховицы Московско-Рязанской железной дороги; на данной дороге они водили грузовые поезда до середины 1950-х годов.

## Известные машинисты
- Троицкая, Зинаида Петровна — первая в СССР женщина-машинист паровоза; работала машинистом на Чн394 в локомотивном депо Москва-Сортировочная (1935 год)[1].